# Бошавски манастир
Бошавският манастир „Свети Архангел Михаил“ (на македонска литературна норма: Бошавски манастир „Свети Архангел Михаил“) е православен манастир в южната част на Северна Македония. Манастирът е разположен над река Бошава, между селата Долна Бошава и Кърнево. Част е от Повардарската епархия на Македонската православна църква.

## История
Манастирът и манастирските конаци, които са в руини, са изградени в 1839 година според надписа на каменна плоча над северния вход на църквата отвън. Църквата е трикорабна с два реда колони, които разделят корабите. В горните дялове на южния и северния зид има прозорци. Сводовете са покрити с дървени тавани, от които страничните са по-ниски от средния кораб. Църквата има вход и от запад, както и отворен трем откъм западната и малка част от северната страна. Живописта в църквата е от 1880 година, за което има надпис над северния вход от вътрешната страна. В надписа се казва, че зографи са братята Коста, Никола и Вангел със сина си Наки от Крушево, 4 юли 1880 година.
Надписът гласи:
| „ | Сеі храмъ стыи Архаггелъ Міхаиль. во врем(е) на она. г. г. Агаѳаггел Марко иереа. Кімо егуменъ престателъ себепъ. се стори за манастирот. што се зуграфіса за душевно. споменъ. Кресте. магеръ. Нікола даскалотъ. Ѧно момукотъ ик рукі бракѧ. Коста Никола. Вагглъ со синъ его. Наки. ѿ славно Крушево. во лето 1880. месецъ іулиа. 4. | “ |

На северната стена, в първата зона от запад на изток са зографисани: Свети пророк Исаия, Света Параскева, Свети Харалампий, Свети цар Константин и царица Елена. Във втората зона е композицията от Стариот завет „Жертва Аврамова", а след това фигурите на Свети Прокопий и Свети Пантелеймон. На южната стена, в първата зона от изток на запад в цял ръст са Свети Антоний, Свети Ефтимий, Свети Сава, Свети Зосим и Мария Египтянка, Св. св Козма и Дамян. Следва една сцена за праведния и грешния човек и на края Свети Онуфрий. Във втората зона са Свети Меркурий, Свети Мина, Свети пророк Илия, Ангелски събор и Свети Трифон. На западната стена е изобразено Второто пришествие Христово („Страшният съд“), край която има дълъг текст.